# Malem
Pour les articles homonymes, voir Malem (homonymie).
Malem est une des quatre municipalités de Kosrae, un des États fédérés de Micronésie. Elle compte 1 300 habitants en 2010. Le principal centre habité porte aussi le nom de Malem. En kosrae, malem signifie « lune », en raison du fait que la pleine lune se lève chaque mois devant la plage du village de Malem.

## Géographie

### Démographie
| 1925 | 1930 | 1935 | 1958 | 1967 | 1973 |
| ---- | ---- | ---- | ---- | ---- | ---- |
| 186  | 215  | 344  | 701  | 562  | 788  |

| 1980  | 1986  | 1994  | 2000  | 2010  | - |
| ----- | ----- | ----- | ----- | ----- | - |
| 1 091 | 1 354 | 1 430 | 1 571 | 1 300 | - |